# Старо Грацко
Старо Грацко је насељено место у општини Липљан, Косово и Метохија, Република Србија.
23. јула 1999. над са становницима овог села, албански терористи извршили су масакр, убивши 14 жетелаца на њивама.

## Географија
Налази се на 547 метара надморске висине и то на координатама 42° 29′ 3" северно и 21° 5′ 54" источно. Налази се на 18 километара од Приштине.

## Демографија
| Демографија | Демографија | Демографија |
| Година      | Становника  | Становника  |
| ----------- | ----------- | ----------- |
| 1948.       | 310         |             |
| 1953.       | 410         |             |
| 1961.       | 313         |             |
| 1971.       | 356         |             |
| 1981.       | 407         |             |
| 1991.       | 405         |             |